# Anneliese Michel
Anneliese Michel (født 21. september 1952, død 1. juli 1976) var en ung tysk kvinde, der døde i 1976 af undernæring efter et års lang eksorcisme, foretaget af en katolsk præst. Hendes familie og præsten blev anklaget for vanrøgt og mord på hende.

## Epilepsi
Da hun blev 16 år gammel fik hun et alvorligt anfald. Anfaldet var så voldsomt at hun fik stillet diagnosen epilepsi. De startede med at give hende medicin men det hjalp ikke. Nogle år senere fik hun flere anfald. Men disse anfald var værre. Hun fortalte at hun flere gange om dagen så djævlehoveder der gemte sig rundt omkring.

## Stemmer
Hun hørte flere gange om dagen onde stemmer. De onde stemmer fortalte hende at når hun døde, ville hun komme til at brænde i helvede.

## Psykiatrisk afdeling
Anneliese Michel blev meget deprimeret, og indlagt på psykiatrisk afdeling, med en alvorlig depression. De behandlede hende, med medicin mod hendes anfald og depression. Men anfaldene fortsatte, og hendes depression blev værre. Da en sygeplejerske kom ind på hendes værelse med et kors i hånden, begyndte hun at råbe og skrige. Selvom hun havde været meget religiøs, kunne hun slet ikke klare at se på korset.

## Eksorcisme
Hendes familie spurgte en præst om hjælp, men kirken var ikke villig til at kalde noget for en dæmon. Det skal undersøges grundigt først. Først skulle Anneliese igennem en psykiatrisk evaluering. Derefter skulle hun igennem flere teste. Først derefter kunne de konstatere at hun var besat af et dæmon. Selvom hun havde fået hjælp af en præst blev det værre. Da en sygeplejerske kom ind på hendes værelse var hun blevet tynd, hun skar i sig selv og sad og drak sit eget urin. Anneliese begyndte også at samle insekter som hun dræbte og spiste bagefter. Præsten ved navn Ernst aflagde et besøg hos hende. Det første Ernst skrev i sin bog var Anneliese ligner ikke en epileptiker . Ernst fik Anneliese flyttet hjem. Ernst spurgte biskoppen om tilladelse til at begynde eksorcismen. Han fik lov til at begynde på eksorcisme.
Der er ikke blevet udgivet nogle detaljer om hvad der foregik under eksorcismen, men de ting man ved er at det varede i 10 måneder, med 1-2 behandlinger om ugen.
Anneliese nægtede at spise og hendes stemme ændrede sig fuldstændigt og hendes familie kunne slet ikke genkende hende.

## Død
Da hun døde vejede hun 30 kilo og hun kunne slet ikke bevæge sig. Ingen kunne genkende hende, og hendes familie mente at det var dæmonen der dræbte hende.

## Sigtelse
Et par måneder senere blev Ernst og Annelieses familie sigtet for mordet på Anneliese. Andre mente at hun var psykisk syg og ikke var besat af en dæmon.